# Байвабик (тауншип, Миннесота)
Байвабик (англ. Biwabik) — тауншип в округе Сент-Луис, Миннесота, США. На 2000 год его население составило 911 человек.

## География
По данным Бюро переписи населения США площадь тауншипа составляет 76,1 км², из которых 70,2 км² занимает суша, а 5,9 км² — вода (7,72 %).

## Демография
По данным переписи населения 2000 года здесь находились 911 человек, 368 домохозяйств и 266 семей.  Плотность населения —  13,0 чел./км².  На территории тауншипа расположено 499 построек со средней плотностью 7,1 построек на один квадратный километр. Расовый состав населения: 99,01 % белых, 0,44 % коренных американцев, 0,22 % азиатов и 0,33 % приходится на две или более других рас. Испанцы или латиноамериканцы любой расы составляли 0,55 % от популяции тауншипа.
Из 368 домохозяйств в 27,2 % воспитывались дети до 18 лет, в 63,6 % проживали супружеские пары, в 3,0 % проживали незамужние женщины и в 27,7 % домохозяйств проживали несемейные люди. 23,9 % домохозяйств состояли из одного человека, при том 10,3 % из — одиноких пожилых людей старше 65 лет. Средний размер домохозяйства — 2,47, а семьи — 2,90 человека.
23,1 % населения — младше 18 лет, 5,9 % — в возрасте от 18 до 24 лет, 26,9 % — от 25 до 44, 28,1 % — от 45 до 64, и 16,0 % — старше 65 лет. Средний возраст — 42 года. На каждые 100 женщин приходилось 116,9 мужчин.  На каждые 100 женщин старше 18 приходилось 114,4 мужчин.
Средний годовой доход домохозяйства составлял 44 375 долларов, а средний годовой доход семьи —  50 069 долларов. Средний доход мужчин —  40 231  доллар, в то время как у женщин — 25 625. Доход на душу населения составил 19 435 долларов. За чертой бедности находились 8,0 % семей и 8,0 % всего населения тауншипа, из которых 4,8 % младше 18 и 8,2 % старше 65 лет.